# Davar

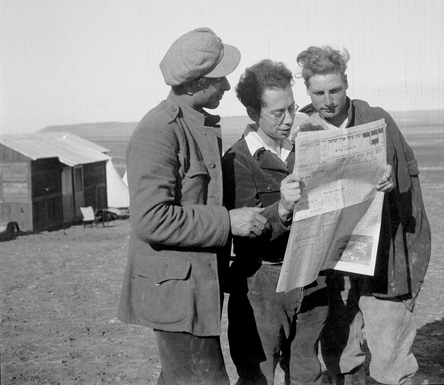
Des lecteurs de Davar dans un kibboutz vers 1938.

Davar (en hébreu : דבר, ce qui signifie « parole ») était un quotidien en hébreu de la gauche sioniste publié en Palestine mandataire puis Israël entre juin 1925 et mai 1996.

## Histoire
Davar a été fondé par Berl Katznelson (1884 - 1944), son rédacteur en chef et principal inspirateur jusqu'à sa mort en 1944. Berl Katznelson est ensuite remplacé par Zalman Shazar, qui deviendra plus tard président de l'État d'Israël, et qui assume la fonction de rédacteur en chef jusqu'en 1949.
Davar était publié par le syndicat de travailleurs Histadrout et politiquement aligné sur la ligne de celui-ci. Il était proche du Parti travailliste.
Abba Ahiméir, Moshe Sharett, Uri Zvi Greenberg et Aharon Megged (en) y ont régulièrement contribué. La dessinatrice Friedel Stern y a publié des caricatures. Davar possédait un supplément littéraire, Massa.